# Christina Jonsson

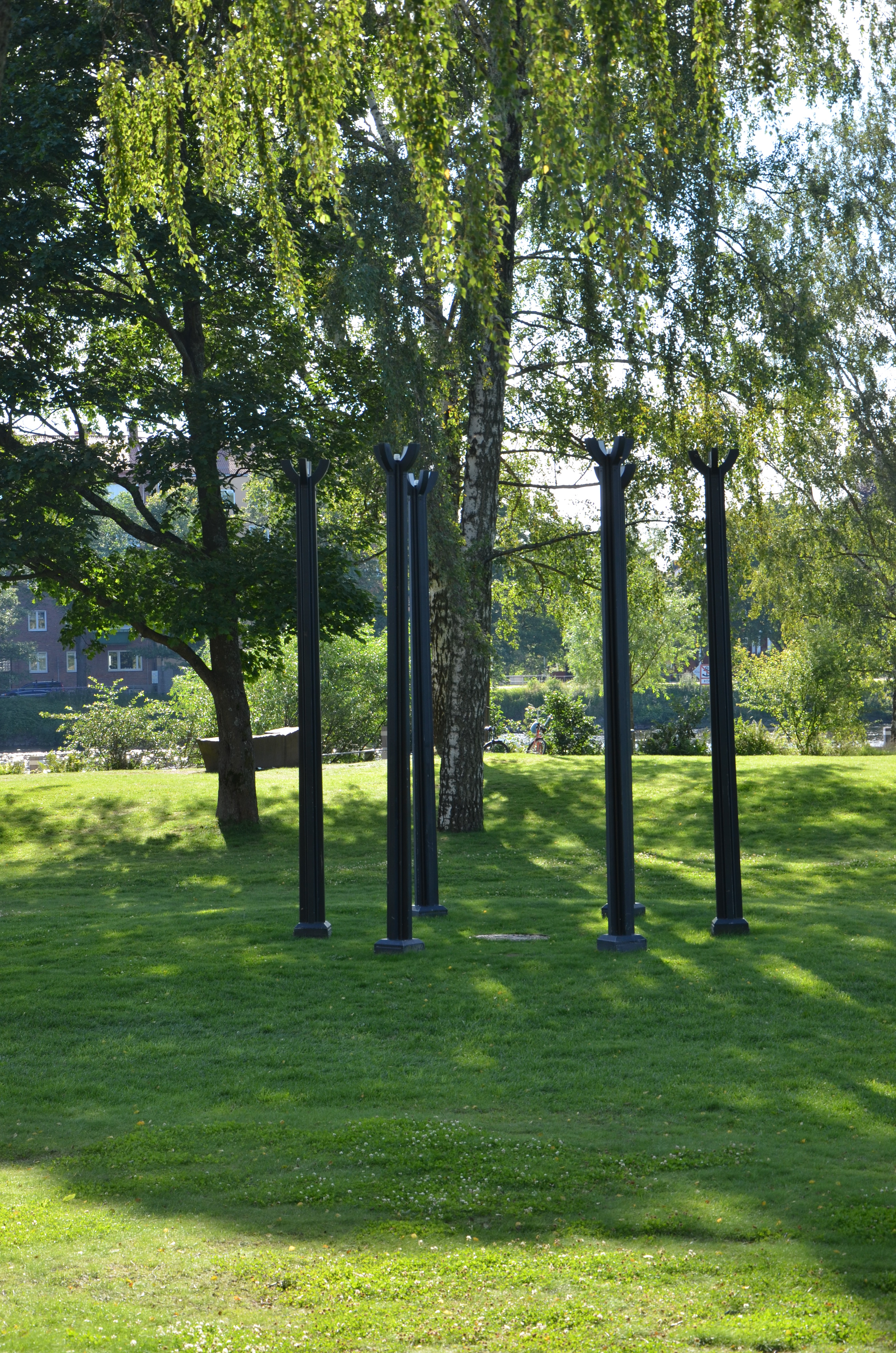
Fur placerad i Sandgrundsparken, Karlstad

Christina Jonsson, född 1960, är en svensk inredningsarkitekt.
Jonsson studerade möbler och inredning vid Konstfackskolan i Stockholm.
Hon gjorde det vinnande förslaget till omformningen av Stora torget i Karlstad 1995.